# Dion Boucicault

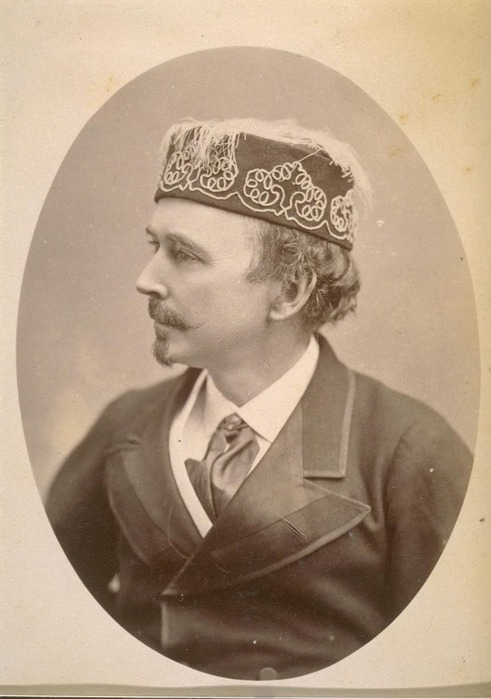
Dion Boucicault

Dionysius Lardner Boursiquot (Dublin, 26 december ca. 1820 - New York, 18 september 1890), beter bekend als 'Dion Boucicault', was een Iers acteur en toneelschrijver die vooral befaamd was om zijn melodrama's. 
In het latere deel van de 19e eeuw was Boucicault aan beide zijden van de Atlantische Oceaan bekend geworden als een van de meest succesvolle acteur-schrijver-managers van het het toenmalige Engelstalige theater. Vanaf 1853 woonde Boucicault en zijn tweede vrouw, Agnes Robertson, een aantal jaren in New York, waar zijn toneelstukken lang populair bleven en een sterke invloed uitoefenden op het Amerikaanse theater. Boucicault heeft een 150-tal toneelstukken op zijn naam staan. Het bijzonder succesvolle Colleen Bawn, een adaptatie van Gerald Griffins roman The Comedians, werd zowat in elke stad van het Verenigd Koninkrijk en de Verenigde Staten opgevoerd. Boucicault verdiende er een fortuin mee, dat hij echter weer verloor in het beheer van verschillende Londense theaters.
Boucicault trouwde twee keer. Zijn eerste vrouw was de actrice Agnes Robertson, de geadopteerde dochter van Charles Kean. Drie kinderen van hem: Dion (geboren in 1859), Aubrey (1868) en Nina onderscheidden zich ook in het theater als acteurs. Hij stierf in New York op 18 september 1890. The New York Times prees hem in zijn doodsbrief als "de  meest opvallende Engelstalige toneelschrijver van de 19e eeuw." ("the most conspicuous English dramatist of the 19th century.")

## Selectie van werken
- London Assurance (1841)
- The Bastile [sic] (1842)
- Old Heads and Young Hearts (1844)
- The School for Scheming (1847)
- Confidence (1848)
- The Knight Arva (1848)
- The Corsican Brothers (1852)
- The Vampire (1852)
- Louis XI (1855)
- The Poor of New York (1857)
- The Octoroon or Life in Louisiana (1859)
- The Colleen Bawn or The Brides of Garryowen (1860)
- Arrah-na-Pogue (1864)
- Rip van Winkle or The Sleep of Twenty Years (1866)
- After Dark: A Tale of London Life (1868)
- The Shaughraun (1874)
- The Jilt (1885)

- Bibsys: 90073069
- Biblioteca Nacional de España: XX1044234
- Bibliothèque nationale de France: cb12443216m (data)
- Gemeinsame Normdatei: 118659464
- International Standard Name Identifier: 0000 0001 2103 3897
- Library of Congress Control Number: n50042113
- MusicBrainz: a8567875-efcc-451d-a7f5-346910f0b9db
- Nationale Bibliotheek van Tsjechië: mub2011656280
- Nationale bibliotheek van Australië: 35020630
- Nationale Bibliotheek van Israël: 987007274126505171
- Nederlandse Thesaurus van Auteursnamen: 070340226
- SNAC: w6ww7p6g
- Système universitaire de documentation: 033578419
- Trove: 794863
- Virtual International Authority File: 100231834
- WorldCat: E39PBJdRrPQcD7DfRmXwFmYMfq